# Melt
Melt – singel promujący debiutancki album zespołu Kamp!, który pojawił się w lutym 2013 r. To drugi singel Kamp! wydany przez portugalską wytwórnię D.I.S.C.O.Texas. EP zawiera kilka remiksów, m.in. w wykonaniu znanego paryskiego producenta, Baptiste’a Zimmera.

## Lista utworów
| 1. | "Melt" (Original Mix)         | 5:12  |
|    |                               |       |
| 2. | "Melt" (Zimmer Remix)         | 4:58  |
|    |                               |       |
| 3. | "Melt" (Xinobi Remix)         | 6:22  |
|    |                               |       |
| 4. | "Melt" (Midnight Magic Remix) | 7:29  |
|    |                               |       |
|    |                               | 24:01 |
|    |                               |       |

## Notowania
| Lista                              | Pozycja |
| ---------------------------------- | ------- |
| Lista Przebojów Radia Merkury      | 6       |
| Lista Przebojów Programu Trzeciego | 41      |
| Szczecińska Lista Przebojów        | 22      |

## Teledysk
Miał premierę 19 stycznia 2013 r. na YouTube. Za reżyserię odpowiada Tomek Goldbaum-Wlaziński, zaś zdjęcia - Jakub Giza.